# Euploea cassia
Euploea cassia är en fjärilsart som beskrevs av Hans Fruhstorfer 1910. Euploea cassia ingår i släktet Euploea och familjen praktfjärilar. Inga underarter finns listade i Catalogue of Life.